# Derental
Derental er en kommune i den sydlige del af Landkreis Holzminden i den tyske delstat Niedersachsen, med 607 indbyggere (2012), og en del af amtet Boffzen.

## Geografi
Derental ligger i den sydvestlige del af Mittelgebirgeområdet Solling i Naturpark Solling-Vogler i en geologisk sænkning. Mod sydvest falder det skovklædte ned mod den nærliggende flod Weser.